# Maarten Ducrot
Martinus Antonius Ducrot, detto Maarten (Flessinga, 8 aprile 1958), è un ex ciclista su strada e pistard olandese.
Da dilettante vinse il titolo mondiale 1982 nella cronometro a squadre; professionista dal 1985 al 1991, si aggiudicò una tappa e il Premio della Combattività al Tour de France 1985.

## Palmarès
- 1982 (Dilettanti)

Enschede-Munster
- 1984 (Dilettanti)

Prologo Rheinland-Pfalz-Rundfahrt (cronometro)
- 1985 (Kwantum Hallen, una vittoria)

9ª tappa Tour de France (Strasburgo > Épinal)
- 1986 (Kwantum Hallen, tre vittorie)

2ª tappa Tour de Romandie (Crans-Montana > Friburgo)
7ª tappa, 1ª semitappa Critérium du Dauphiné Libére (Laragne > Camarade)
8ª tappa Coors Classic (Vail > Copper Mountain)

### Altri successi
- 1982 (Dilettanti)

Campionati del mondo, Cronometro a squadre
- 1985 (Kwantum Hallen, due vittorie)

Premio della Combattività Tour de France
Profronde van Wateringen (criterium)
- 1986 (Kwantum Hallen, una vittoria)

Tegelen (criterium)
- 1987 (Superconfex, una vittoria)

Kamerik (criterium)
- 1990 (TVM, una vittoria)

Profronde van Oostvoorne (criterium)

## Piazzamenti

### Grandi Giri
Giro d'Italia
1990: 98º
- Tour de France

1985: 84º
1986: 81º
1987: ritirato (alla 24ª tappa)
1989: 39º
1990: 60º
- Vuelta a España

1991: 113º

### Classiche monumento
- Milano-Sanremo

1986: 64º
1987: 107º
1989: 48º
1990: 69º
- Giro delle Fiandre

1987: 24º
- Liegi-Bastogne-Liegi

1986: 35º
1987: 39º
1989: 88º
- Giro di Lombardia

1988: 18º

### Competizioni mondiali
- Campionati del mondo

Goodwood 1982 - Cronosquadre Dilettanti: vincitore
Barcellona 1985 - In linea Professionisti: ?
Giavera del Mondello 1986 - In linea Professionisti: 58º
Barcellona 1987 - In linea Professionisti: ?
Chambéry 1989 - In linea Professionisti: ?
Utsunomiya 1990 - In linea Professionisti: ?
- Giochi olimpici

Los Angeles 1984 - Cronometro a squadre: 4º